# Нельсон (Южные Шетландские острова)
Нельсон, также Лейпциг (англ. Nelson Island) — остров архипелага Южные Шетландские острова в Антарктике.
Находится к юго-западу от острова Кинг-Джордж (Ватерлоо), от которого отделён узким проливом Филдс шириной всего 400 м. От острова Роберт (Полоцк), лежащего к юго-западу, отделён проливом Нельсон, ширина которого составляет 10 км. Размеры острова около 20 км в длину и 11 км в ширину. Площадь — 192,1 км². Около 90 % территории занимает ледник, однако, на западной оконечности и на северо-востоке острова находятся большие свободные ото льда территории.
Открыт в октябре 1819 года британским мореплавателем Уильямом Смитом. Начиная с 1820 года на острове работали американские промысловики, открывшие удобную якорную стоянку в бухте Хармони. Название острову дано, предположительно, по имени промыслового судна "Нельсон". Южное побережье острова было картографировано в феврале 1821 года первой русской антарктической экспедицией Ф. Беллинсгаузена и он получил название «Лейпциг» в честь победы русской армии в Отечественной войне 1812 года. 
С февраля 1988 года на острове работает частная международная антарктическая станция Эко-Нельсон.